# Shōgo Matsuo
Shōgo Matsuo (japanisch 松尾 昇悟 Matsuo Shōgo; * 27. Juli 1987 in Kumamoto) ist ein ehemaliger japanischer Fußballspieler.

## Karriere
Matsuo erlernte das Fußballspielen in der Schulmannschaft der Ozu High School und der Universitätsmannschaft der Kokushikan-Universität. Seinen ersten Vertrag unterschrieb er 2010 bei Arte Takasaki. Der Verein spielte in der dritthöchsten Liga des Landes, der Japan Football League. Für den Verein absolvierte er 56 Ligaspiele. 2012 wechselte er zum Ligakonkurrenten AC Nagano Parceiro. 2013 wurde er mit dem Verein Meister der Japan Football League und stieg in die J3 League auf. Für den Verein absolvierte er 41 Ligaspiele. 2015 wechselte er zum Ligakonkurrenten FC Ryukyu. Für den Verein absolvierte er 33 Ligaspiele. Ende 2015 beendete er seine Karriere als Fußballspieler.